# De Victor
De Victor is een ronde stenen molen die zich bevindt aan de Kerkstraat 31 te Someren. De molen deed en doet dienst als korenmolen. Het is een beltmolen.
De Victor, genoemd naar Sint-Victor, de patroon van de molenaars, is gebouwd in 1853, maar in 1868 werd de molen herbouwd nadat hij door brand was verwoest. Hij werd daarbij anderhalve meter verhoogd.
Na de Tweede Wereldoorlog kwam de molen buiten gebruik, waarop de gemeente hem in 1955 aankocht. Hij werd gerestaureerd, terwijl hij ook in 1971 een herstelbeurt onderging.
De naam De Victor kreeg de molen in 1979.
De molen heeft één maalkoppel met 17der (150 cm doorsnee) kunststenen.
De kap van de molen heeft een Engels kruiwerk, waarmee de wieken op de wind gezet kunnen worden. Het kruien, op de wind zetten, gebeurt met een kruilier.
Het 26,60 m lange gevlucht is Oud-Hollands opgehekt. De geklonken, ijzeren binnenroede is een potroede. De in 1970 gelaste, ijzeren buitenroede is van het fabricaat Derckx te Beegden en heeft nummer 54.
De 4,75 m lange gietijzeren bovenas is van L.I. Enthoven & Co. te 's Hage (s'Gravenhage).
De molen wordt gevangen (geremd) met een Vlaamse blokvang, die wordt bediend met een vangtrommel.
Het luiwerk voor het luien (ophijsen) van het graan heeft een gaffelwiel, waardoor het ook handmatig bediend kan worden.
Tegenwoordig wordt graan op de molen gemalen door vrijwillige molenaars.

## Overbrengingen
- De overbrengingsverhouding is 1 : 6,1.
- Het bovenwiel heeft 57 kammen en de bonkelaar heeft 34 kammen. De koningsspil draait hierdoor 1,68 keer sneller dan de bovenas. De steek, de afstand tussen de staven, is 13 cm.
- Het spoorwiel heeft 80 kammen en het steenrondsel 22 staven. Het steenrondsel draait hierdoor 3,64 keer sneller dan de koningsspil en 6,1 keer sneller dan de bovenas. De steek is 9,5 cm.

## Fotogalerij

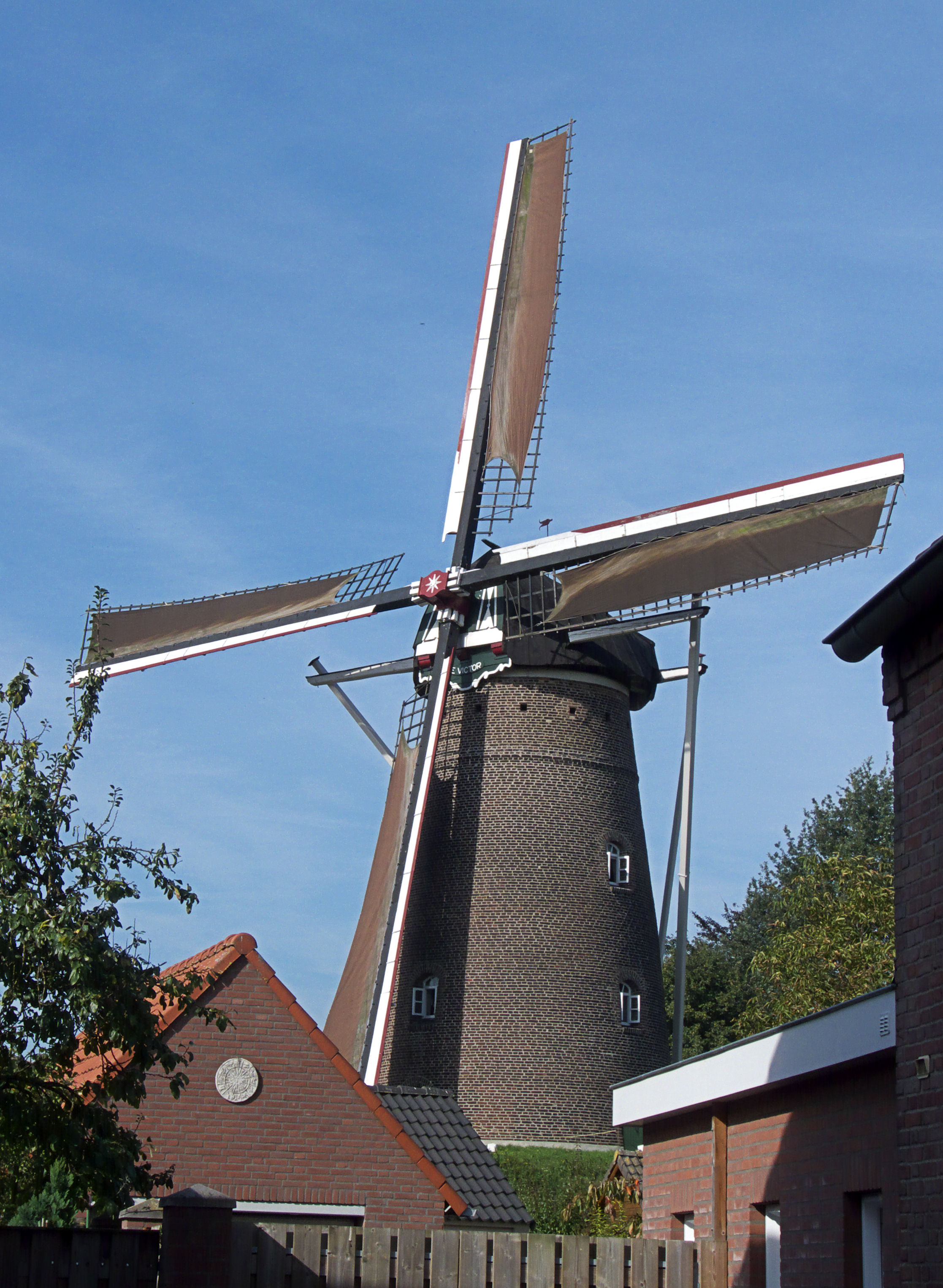
September 2011
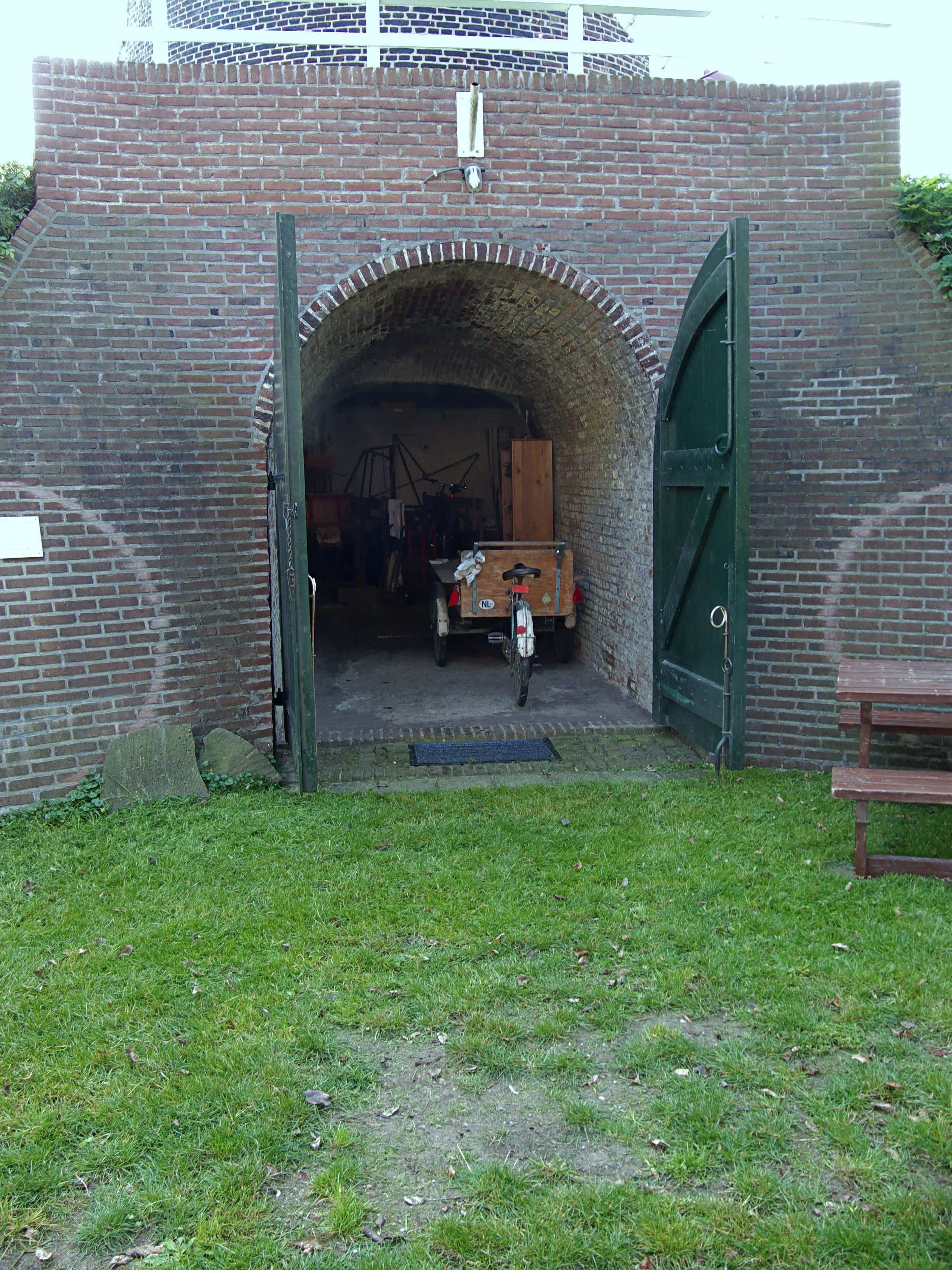
Invaart
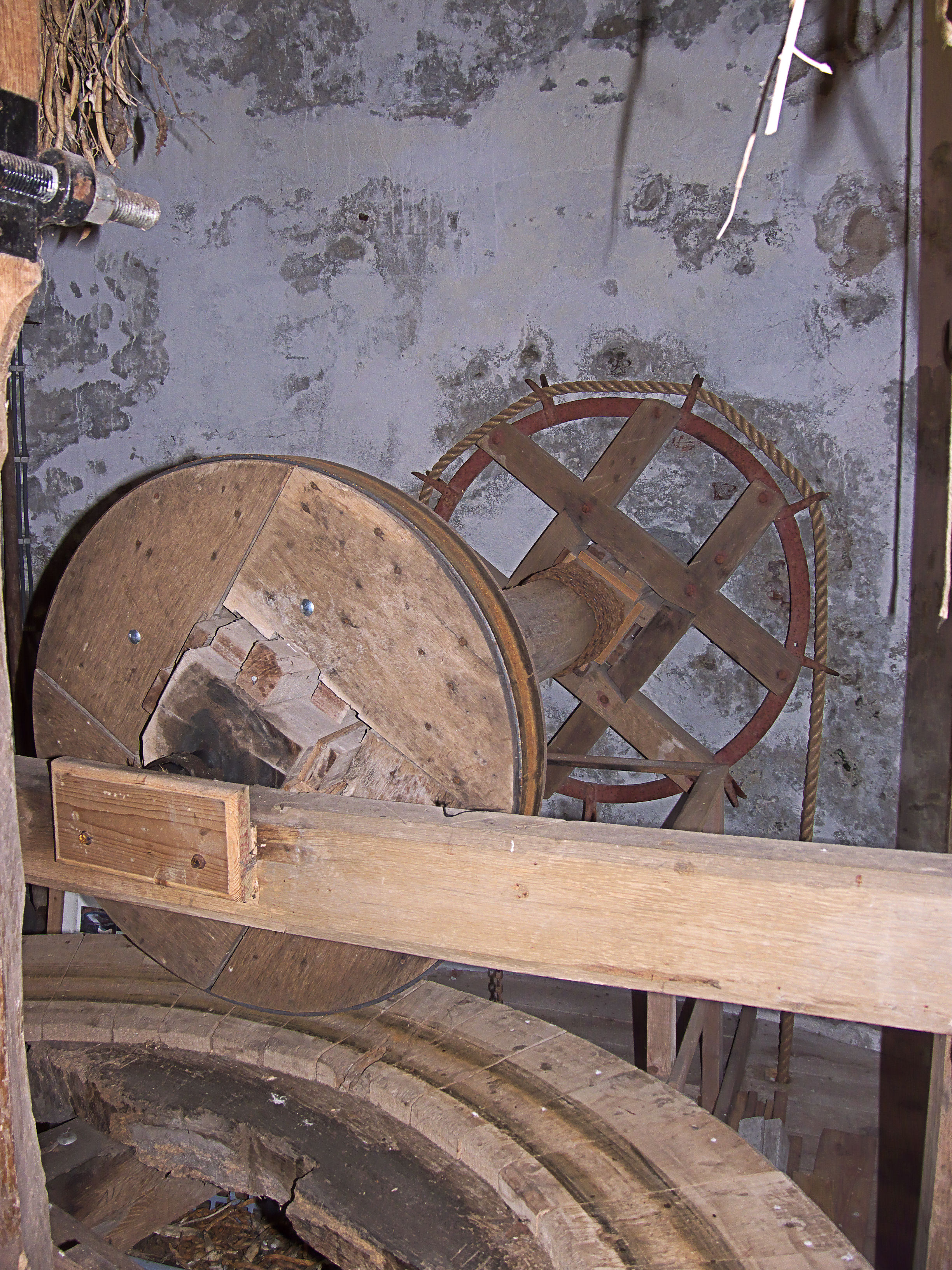
Luiwerk